# Visan om solen, månen och planeterna
Visan om solen, månen och planeterna är en dikt skriven av Betty Ehrenborg-Posse, publicerad 1868 i Läsebok för folkskolan. Precis som Europahymnen sjungs den till samma melodi som Beethovens nionde symfoni. Sångtexten lär ut geografi, astronomi och de fyra årstiderna i tempererade klimatzoner på norra halvklotet.
Numera lever oftast bara sista versen kvar, och sången kallas då ofta Månaderna, Januari börjar året, Månadsvisa eller Visan om året.
I barnsångboken Smått å Gott från 1977 har orden rika härliga framgå ersatts av Härlig sommar är det då, trots att september räknas in, sången anges då som "gammal ramsa", med "musik ur Beethovens 9:e symfoni".

## Publicerad i
- Nu ska vi sjunga, 1943, som "Månaderna" under rubriken "Årstiderna", angiven som "gammalt rim", där med melodi av Alice Tegnér.
- Smått å Gott, 1977, som "Månaderna", anger "Gammal ramsa", musik ur Beethovens 9:e symfoni.
- Barnvisor och sånglekar till enkelt komp, 1984, anger musik ur Beethovens 9:e symfoni) samt alternativ melodi efter Oh My Darling, Clementine där andra versen börjar med "Juli.."
- Barnens svenska sångbok, 1999, under rubriken "Sånger för småfolk".